# كومنينا
كومنينا (Κομνηνά) هي مدينة في كوزاني في مقاطعة فوريا إلادا في اليونان.